# Peter Karmanos junior
Peter Karmanos (* 11. März 1943 in Detroit, Michigan) ist ein griechisch-amerikanischer Unternehmer. Bekannt wurde er als Gründungsmitglied und Vorstand von Compuware sowie als Eigentümer der Eishockeyfranchises Carolina Hurricanes, Plymouth Whalers und Florida Everblades.

## Biografie
Peter Karmanos wurde als Sohn griechischer Einwanderer aus Messenien geboren. Englisch sprechen lernte er erst in der Grundschule. An der Henry Ford High School lernte er seine spätere Frau Barbara Ann kennen, die er 1965 heiratete. Er studierte an der Wayne State University. Am 10. Januar 1989 starb seine Frau im Alter von 46 Jahren an Krebs. 1995 stiftete er zu deren Gedenken 15 Millionen US-Dollar an die Michigan Cancer Foundation. Diese wurde später auf Vorschlag der Stiftung in Barbara Ann Karmanos Cancer Institute umbenannt.
Mitte der 1970er Jahre war Peter Karmanos Mitbegründer der Detroit Compuware Hockey Organization. Das Programm umfasste alle Altersstufen des Junioreneishockeys. Karmanos finanzierte später Jugendeishockeyprogramme in Süd-Michigan. Dessen Teams hatten bereits mehrere Erfolge bei nationalen und internationalen Turnieren. 1998 wurde er mit der Lester Patrick Trophy für seine Verdienste um das Eishockey ausgezeichnet.
Karmanos ist auch in der griechischen Gemeinde von Detroit aktiv. Er ist mit der Filmemacherin Danialle Karmanos verheiratet und hat drei Kinder sowie 9 Enkelkinder.

## Unternehmerische Tätigkeit
In seiner Jugend arbeitete Peter Karmanos im elterlichen Restaurant. Zusammen mit Thomas Thewes und Allen Cutting gründete er 1973 in Detroit die IT-Firma Compuware.
Ende 1989 erhielt Karmanos von der kanadischen Juniorenliga Ontario Hockey League die Möglichkeit ein Franchise in Detroit aufzubauen. Ab 1990 war es unter dem Namen Detroit Compuware Ambassadors aktiv, dass später noch die Namen Detroit Junior Red Wings und Detroit Whalers trug. Von 1997 bis 2015 hieß es Plymouth Whalers, ehe Karmanos es nach 25 Jahren verkaufte und es in der Folge unter dem Namen Flint Firebirds firmierte.
1994 kaufte Karmanos das NHL-Team Hartford Whalers. Er versicherte, dass das Team trotz finanzieller Probleme vorerst in Hartford im US-Bundesstaat Connecticut bleiben würde. Durch die schwierige finanzielle Situation bei der Sponsorensuche, bedingt durch die geografische Lage (es befanden sich mehrere NHL-Teams in der Nähe) verlegte Karmanos das Franchise 1997 nach North Carolina und benannte das Team in Carolina Hurricanes um. Die Hurricanes konnten 2006 den Stanley Cup gewinnen.
Im Jahre 2010 wurde Karmanos für seine Verdienste um die Ontario Hockey League mit dem Bill Long Award ausgezeichnet. Im Juni 2015 wurde er zudem mit der Aufnahme in die Hockey Hall of Fame geehrt.
Im Januar 2018 trat Karmanos die Mehrheit an den Carolina Hurricanes an den Texaner Tom Dundon ab.